# Andrzej Biłat
Andrzej Paweł Biłat – polski filozof i logik, profesor nauk humanistycznych, specjalizujący się w ontologii formalnej, semiotyce logicznej i logice filozoficznej.

## Życiorys
W 1987 ukończył studia z filozofii teoretycznej na Katolickim Uniwersytecie Lubelskim. Doktoryzował się w 1994 na Wydziale Filozofii i Socjologii Uniwersytetu Marii Curie-Skłodowskiej, pisząc pracę zatytułowaną O tak zwanej mocnej wersji klasycznego pojęcia prawdy przygotowaną pod kierunkiem Jacka Paśniczka, a w 2005 uzyskał habilitację w oparciu o monografię pt. Ontologiczna interpretacja logiki. U podstaw ontologii logicznej. Tytuł naukowy profesora otrzymał w 2016. W 1990 rozpoczął pracę w Instytucie Filozofii Wydziału Filozofii i Socjologii Uniwersytetu Marii Curie-Skłodowskiej, gdzie pozostawał zatrudniony do 2009. W latach 2007–2014 pełnił funkcję profesora nadzwyczajnego w Katedrze Socjologii Wyższej Szkoły Przedsiębiorczości i Administracji w Lublinie, natomiast w 2014 zatrudnił się na tym samym stanowisku na Wydziale Administracji i Nauk Społecznych Politechniki Warszawskiej.
W swojej działalności naukowej zajmuje się filozofią analityczną, metafilozofią, ontologią formalną, logiką filozoficzną, teorią argumentacji, filozofią języka, metodologią nauk czy filozofią nauki. Został członkiem Polskiego Towarzystwa Semiotycznego (od 1991), Polskiego Towarzystwa Logiki i Filozofii Nauki (od 1991), International Center for Formal Ontology (od 2015) i Polskiego Towarzystwa Kognitywistycznego (od 2014). W 2015 został redaktorem naczelnym czasopisma Studia Semiotyczne.